# Prasophyllum nublingii
Prasophyllum nublingii är en orkidéart som beskrevs av Richard Sanders Rogers. Prasophyllum nublingii ingår i släktet Prasophyllum och familjen orkidéer. Inga underarter finns listade i Catalogue of Life.